# هارلی جارویس ارل
هارلی جارویس ارل (انگلیسی: Harley Earl; ۲۲ نوامبر ۱۸۹۳ – ۱۰ آوریل ۱۹۶۹) طراح، صنعتگر، مدیر اجرایی و طراح خودرو اهل ایالات متحده آمریکا بود.